# Colwyn Rowe
Colwyn Roger Rowe (Ipswich, 22 marzo 1956) è un allenatore di calcio ed ex calciatore inglese, di ruolo attaccante.

## Biografia
Suo figlio James è a sua volta un allenatore di calcio ed ex calciatore professionista.

## Carriera

### Giocatore
Dal 1973 al 1975 ha giocato 12 partite e segnato 2 reti nella terza divisione inglese con la maglia del Colchester Utd (una presenza nella stagione 1973-1974 ed 11 presenze e 2 reti l'anno seguente). Nella stagione 1975-1976 ha invece militato nel Chelmsford City.

### Allenatore
Dal 2004 al 2006 ha allenato la nazionale Under-17 della Giordania e, contemporaneamente, dal 2005 al 2006 è stato direttore tecnico della nazionale giordana; in seguito, dall'agosto del 2006 al 4 giugno 2008 ha allenato la nazionale botswana. In seguito, nella stagione 2008-2009 e nella stagione 2009-2010 ha lavorato come coordinatore del settore giovanile degli egiziani dell'Al-Ahly.
Dal febbraio del 2011 all'aprile del 2012 ha allenato sia la nazionale Under-23 che la nazionale maggiore di Saint Vincent e Grenadine.